# Italia (dirigible)
 

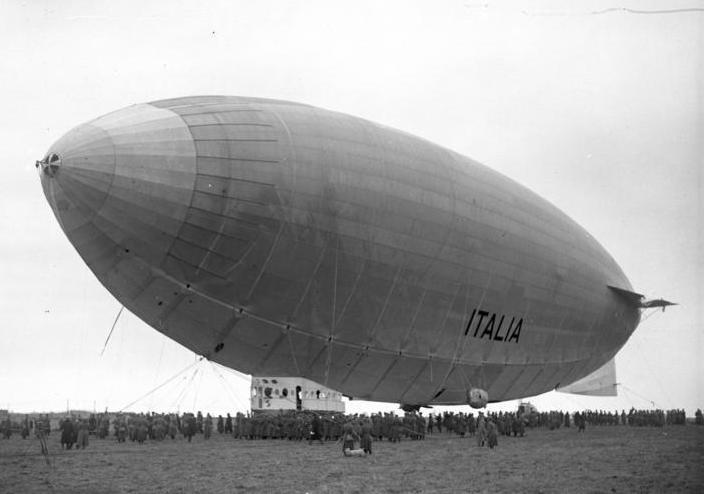
El dirigible Italia en abril del 1928.

El Italia fue el dirigible semirrígido utilizado por Umberto Nobile en su segunda serie de vuelos sobre el Polo Norte en 1928.

## Características técnicas
El Italia fue un dirigible Nobile de clase N, casi idéntico al Norge, pero con una capacidad de gas menor. El Norge fue designado bajo el código N1 y el Italia N4. No se sabe mucho sobre del dirigible N2, pero el N3 se vendió a Japón, donde se convirtió en "Naval Airship n.º 6". Según fuentes italianas, Nobile quería construir un dirigible N5 (más grande y con una carga útil mayor) para su expedición al Ártico, pero cuando el gobierno italiano le negó la financiación, construyó el N4 con la ayuda de benefactores privados y de la ciudad de Milán.

## Expediciones polares

### Los primeros vuelos
Nobile planeó cinco vuelos para la expedición, todos ellos partieron de Ny-Ålesund y exploraron diferentes partes del Ártico.
El primer vuelo salió de Ny-Ålesund el 11 de mayo de 1928 pero regresó después de sólo ocho horas debido a problemas con el hielo y el sistema de control.
El segundo vuelo salió el 15 de mayo de ese mismo año y recopiló importantes datos meteorológicos, magnéticos y geográficos durante un viaje de ida y vuelta de 4000 km por North Land en Rusia.

### El último vuelo

#### Las circunstancias
El tercer vuelo comenzó el 23 de mayo de 1928 y llegó al Polo Norte al día siguiente con fuertes vientos de cola. Nobile había preparado una palanca, un bote de goma y equipo de supervivencia con la intención de dejar a algunos científicos en el hielo, pero el tiempo cambió y se volvió violento. Fuertes vientos tiraron por la borda las banderas italiana y milanesa, así como una cruz de madera que el Papa le había regalado a Nobile. A las 2:20 del 24 de mayo el Italia empezó su regreso a la base de Ny-Ålesund. El tiempo era verdaderamente malo y la aeronave luchaba por llegar a una zona de vientos más suaves anunciada por el meteorólogo de la expedición, Finn Malmgren.

#### El accidente
El 25 de mayo, a las 9:25, ocurrió el primer incidente: los controles de altitud se atascaron, provocando que la aeronave descendiese. Todos los motores se apagaron y la aeronave ascendió a 915 m, el nivel de las nubes, durante 30 minutos. Después de reiniciar los motores, la aeronave descendió a unos 305 m sin incidentes, pero a las 10:25 la parte trasera descendió a una velocidad de 0,6 m/s La tripulación empujó al máximo los mandos de control y tiró lastre, pero la caída fue inevitable. La cabina de control se estrelló contra el hielo, destruyéndose. El lugar del accidente se encuentra alrededor de las coordenadas 81° 14′ 00″ N, 28° 14′ 00″ E. Hubo un muerto y nueve supervivientes esparcidos sobre la superficie helada, mientras que otros seis miembros de la tripulación permanecieron atrapados en el dirigible que se alejó sin control. Entre estos últimos, el ingeniero jefe Ettore Arduino, reaccionó rápidamente y arrojó todo lo que pudo a los miembros de la tripulación caídos en el banco de hielo, mientras el dirigible se alejaba. Gracias a los materiales y alimentos lanzados por Arduino desde el dirigible, pudieron sobrevivir hasta ser rescatados. Los miembros de la tripulación atrapados a bordo y el dirigible, sin embargo, se perdieron para siempre en la tormenta y nunca fueron encontrados. El banco de hielo donde cayeron 10 miembros de la tripulación estaba a la deriva, pero afortunadamente se acercó a las islas Brochøya y Foynøya en el archipiélago de Svalbard.

#### Las condiciones de supervivencia
Vincenzo Pomella, mecánico de motores, murió en el impacto. Finn Malmgren, el meteorólogo, se rompió un brazo. Se levantó un campamento que la tripulación con los restos de la cabina y el material lanzado por Arduino. Finn Malmgren logró instalar una antena en un montículo de nieve. Mientras sus compañeros montaron una carpa y construyeron una estufa con bidones de gasolina. Pronto sufrieron las duras condiciones del Ártico. Al tercer día después del accidente, un oso polar se acercó y fue abatido por el quinto disparo del revólver del profesor Malmgren a tan sólo 5 m de distancia. Posteriormente, la perrita Titina mientras estaba haciendo guardia, repelió a otro oso que había entrado en el campamento, mordiéndole una pata. Entonces, el profesor Malmgren decidió salir a buscar ayuda. Mariano y Zappi le acompañaron. Gracias a la carne proporcionada por el oso muerto el grupo pudo comer, pero rápidamente se volvió incomestible. El capitán Lundborgh declararía más tarde que durante su estancia forzosa con el grupo, al estrellarse su avión durante el rescate, todos sufrieron fiebres altas .

#### Las causas del accidente
Las causas del accidente siguen siendo controvertidas. La meteorología adversa del Ártico y la decisión de regresar a la base en Ny-Ålesund cuando empezó la tempestad son las principales causas. Es este hecho exclusivamente lo que lleva al meteorólogo Finn Malmgren al borde del suicidio. La decisión de dejar que el dirigible se elevase por encima de las nubes hizo que el hidrógeno, que era gas de elevación empleado, se calentase y se expandiese, haciendo que se escapase el gas. Una vez que los motores se reiniciaron, el globo volvió a descender al aire frío, pero o había perdido demasiado gas o las válvulas estaban atascadas, pero la nave ya no podía mantenerse en el aire. Umberto Nobile será duramente criticado tras accidente; el piloto Hugo Eckener, entre otros, dijo que Nobile nunca debió dejar que la aeronave se elevara por encima de las nubes.

## Miembros de la expedición
Miembros supervivientes
- Umberto Nobile: comandante de la expedición.
- František Běhounek : físico checoslovaco.
- Filippo Zappi : Navegador.
- Adalberto Mariano (it): Navegador.
- Alfredo Viglieri  (it): navegante, hidrógrafo.
- Natale Cecioni  : jefe técnico.
- Giuseppe Biaggi  (it): operador de radio.
- Felice Trojani  (it): ascensorista.
- Titina : Fox Terrier de Nobile.

Miembros desaparecidos
- Finn Malmgren : meteorólogo y físico sueco. Murió al salir a buscar ayuda a pie.
- Aldo Pontremoli  (it): físico italiano. Desapareció con el dirigible.
- Ugo Lago  (it): periodista italiano del periódico Popolo d'Italia, desapareció con el dirigible.
- Calisto Ciocca : mecánico de motores. Desapareció con el dirigible.
- Attilio Caratti : mecánico de motores. Desapareció con el dirigible.
- Vincenzo Pomella : mecánico de motores. Muerto en el impacto.
- Ettore Arduino : mecánico jefe de motores. Desapareció con el dirigible.
- Renato Alessandrini  (it): mecánico, desapareció con el dirigible.

Retratos de algunos de los protagonistas de la aventura.

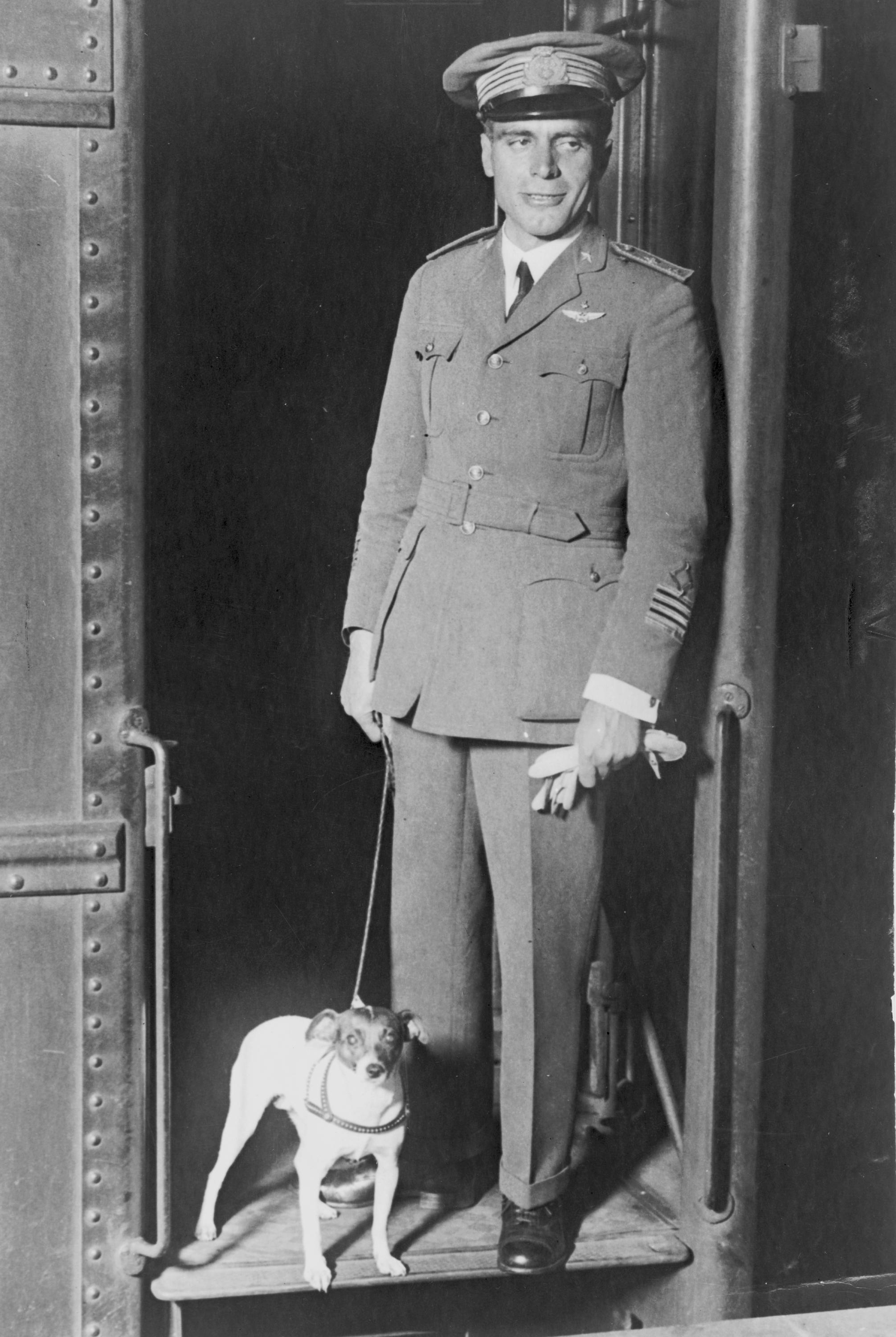
Umberto Nobile y Titina
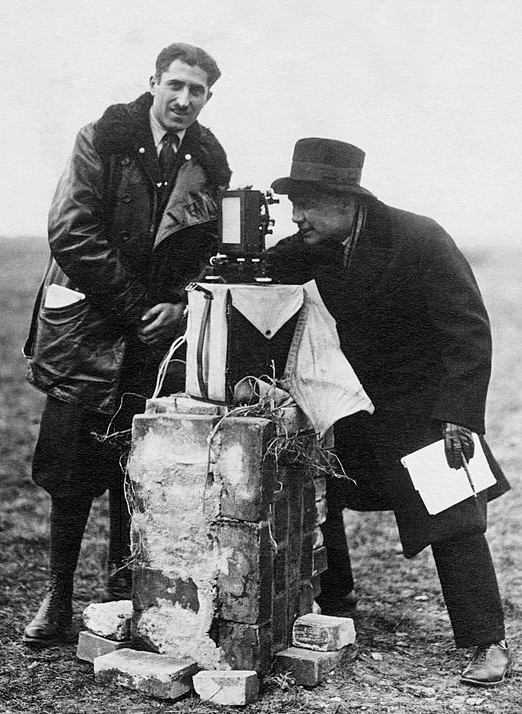
El físico italiano Aldo Pontremoli (izq.) y el explorador y meteorólogo Finn Malmgren (dcha.) en el Ártico en 1928.
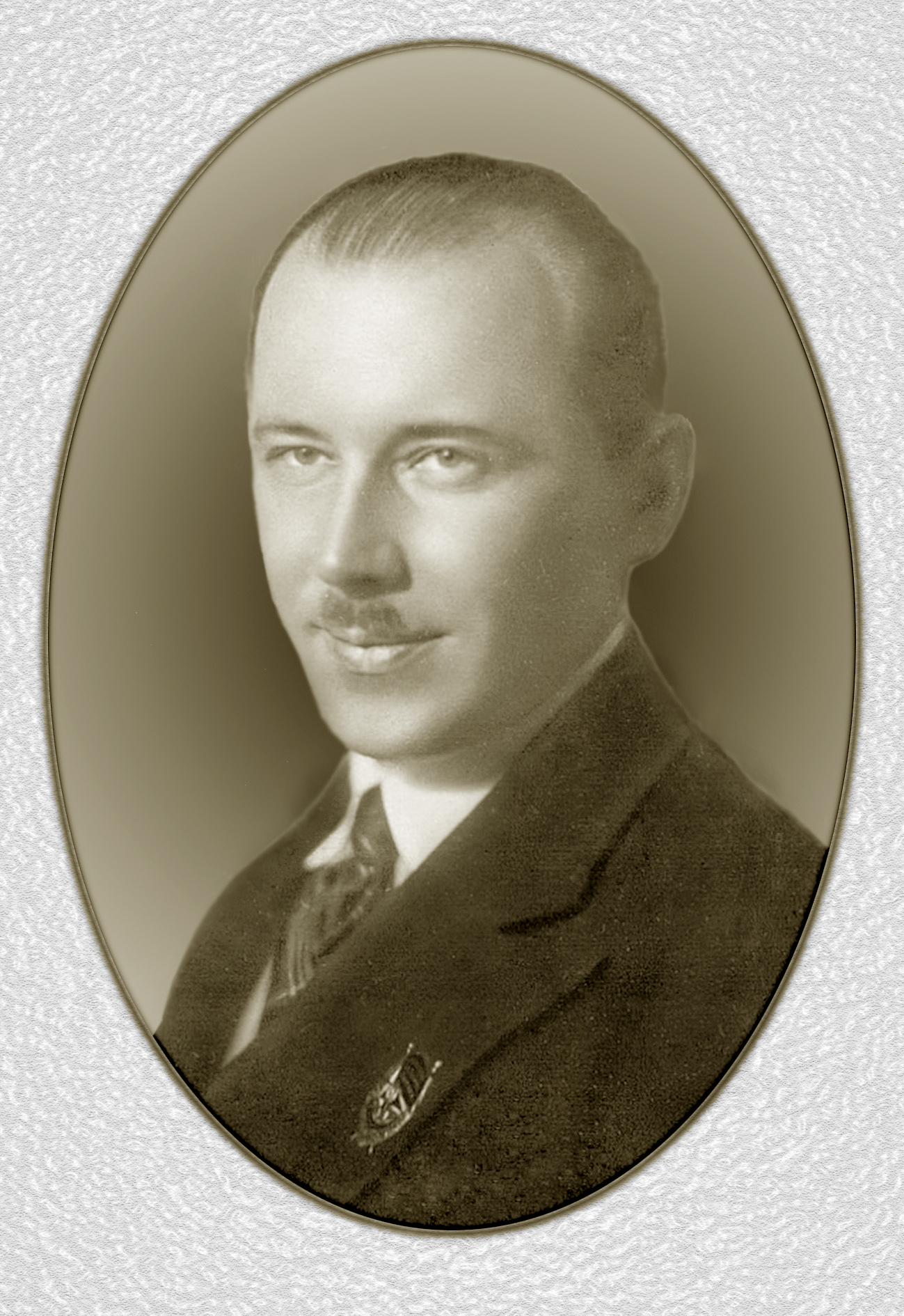
Boris Grigorievich Chukhnovsky
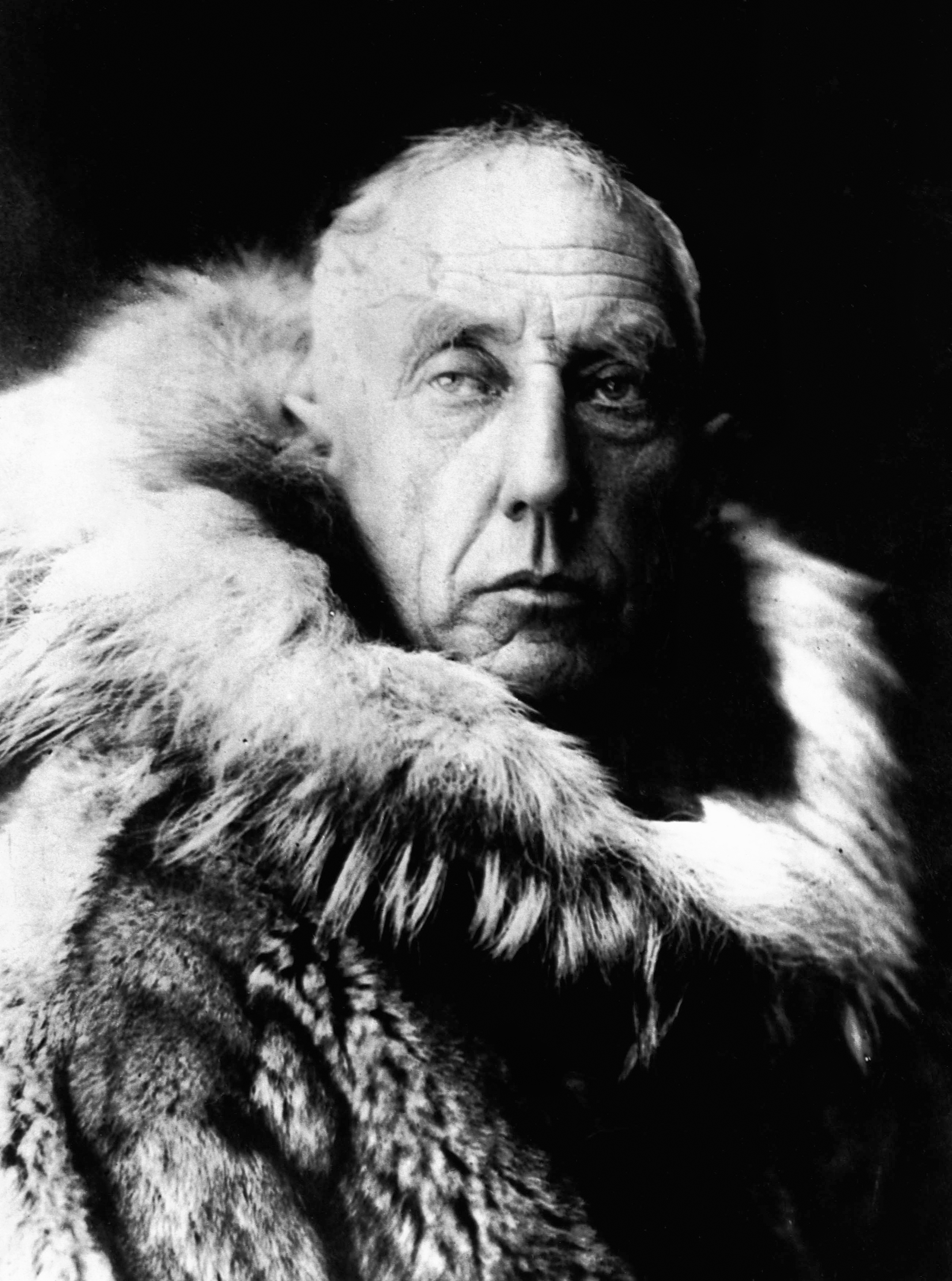
Roald Amundsen
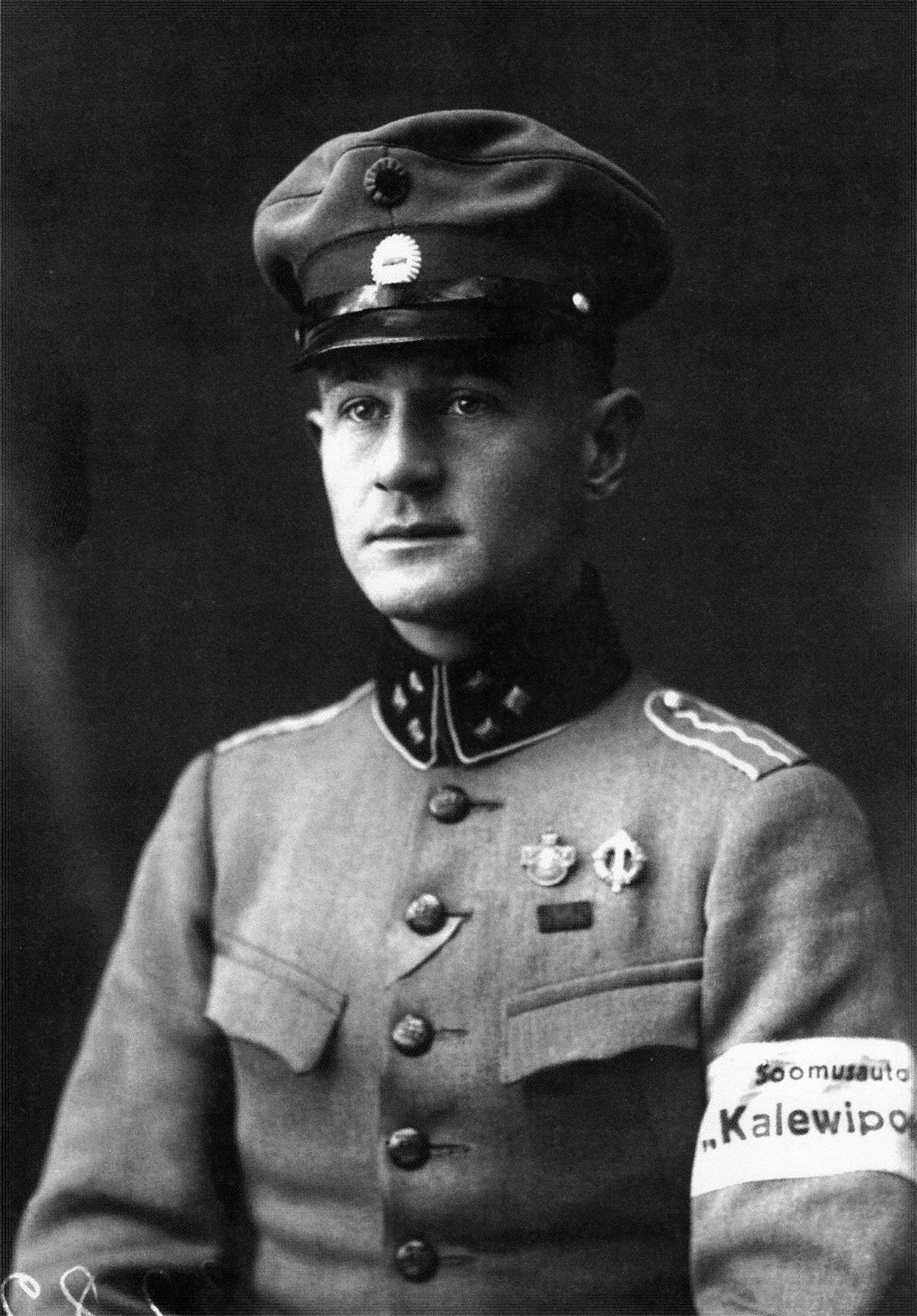
Einar Lundborg
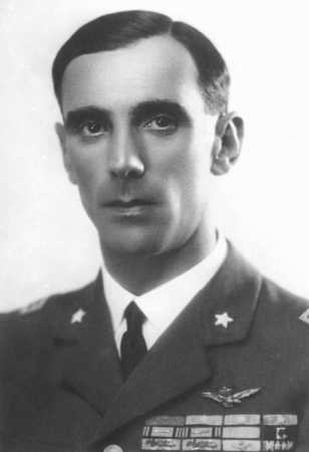
Umberto Maddalena en 1926.
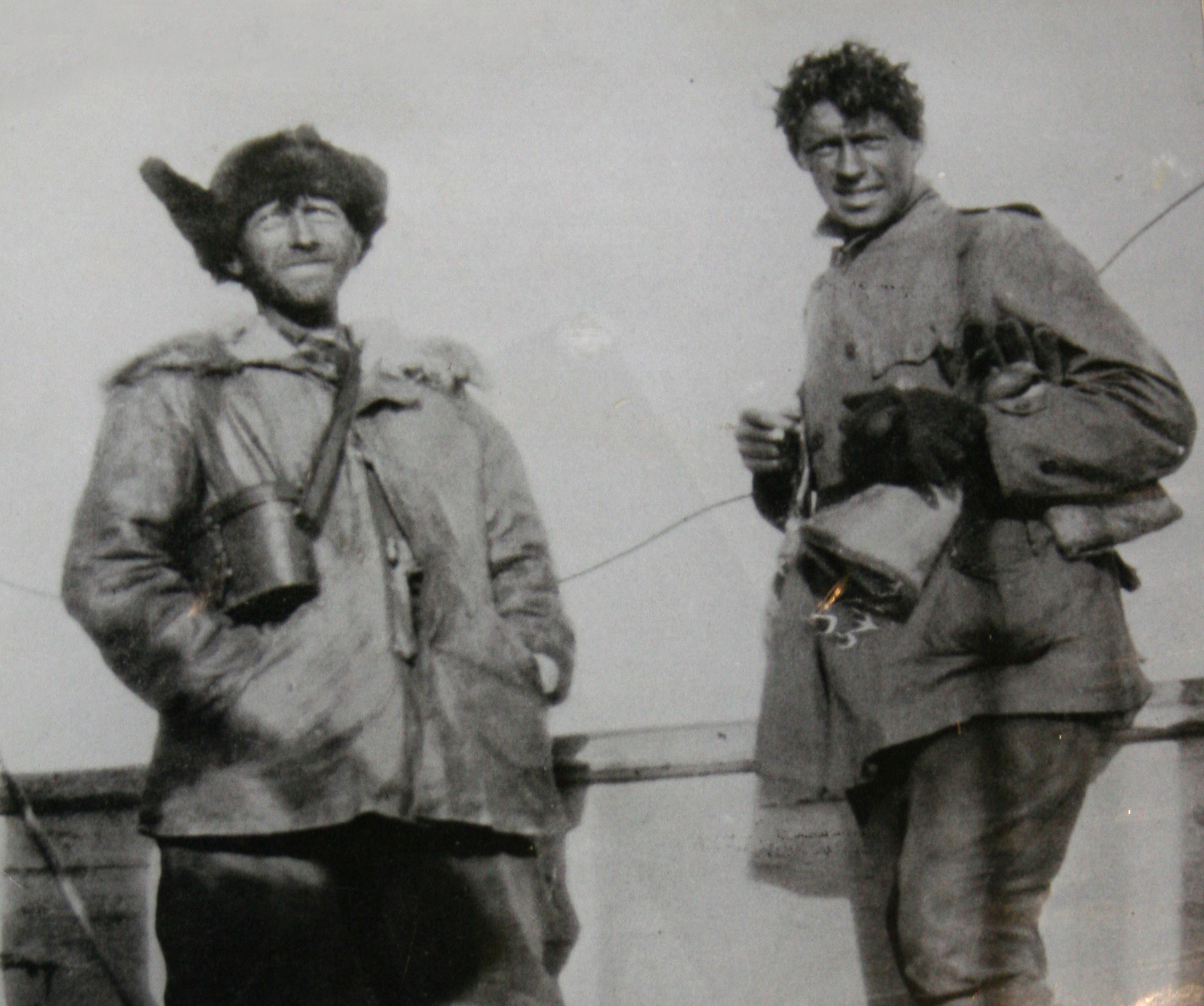
De izq. a dcha. Gennaro Sora y Sjef van Dongen.

## El rescate
Hubo una operación de rescate, pero fracasó por la incompetencia, la apatía y la interferencia de los políticos italianos. La falta de coordinación hizo que pasaran más de 49 días antes de que los supervivientes de los que cayeron inicialmente sobre el hielo (así como algunos rescatistas aislados) fuesen salvados. El famoso explorador polar Roald Amundsen murió en un accidente aéreo mientras participaba en la operación de rescate.
Umberto Nobile ha sido a menudo el principal acusado de esta tragedia, primero por su decisión de intentar continuar el viaje a pesar de la tormenta, y después por abordar el avión del capitán Einar Lundborg a pesar de que sus compañeros (incluidos los heridos) permanecieron en el hielo dentro de la tienda roja. Fue acusado de inconsciencia, de buscar la gloria y de ligereza criminal.
El historiador Alain Decaux, que dedicó un programa bien documentado al drama del Italia, sin embargo, sacó a la luz una realidad más matizada.
Nobile no era un ferviente partidario del régimen de Mussolini. Odiaba al ministro del Aire italiano, el extravagante Italo Balbo. El odio era recíproco, Balbo denigraba los dirigibles, que consideraba objetos del pasado. Esto explica por qué Nobile, aunque aclamado por la prensa italiana por las hazañas del Norge (en cooperación con Amundsen) no recibió todos los medios necesarios para su expedición. En concreto, el buque de apoyo que se le asignó, el Città Di Milano, no era un buque oceanográfico especializado, ni un rompehielos. Era un viejo carguero, comandado por el capitán Giuseppe Romagna-Manoja, un hombre cauteloso hasta la cobardía que no tenía gusto por la exploración polar y que, anclado a buena distancia del casquete polar ártico, descuidó la imprescindible tarea de la vigilancia radiofónica. Nobile más tarde discutiría con el capitán Romagna, acusándolo de negligencia en la vigilancia radio y Romagna no dejaría de cuestionar a Nobile a su vuelta a Italia.
A pesar de esto, el operador de radio Biagi había recuperado intacta la radio de emergencia lanzada por el jefe mecánico Arduino, mientras se alejaba con el resto del dirigible, y pudo puntualmente transmitir una señal de S.O.S., a la vez que mantenía la moral de los supervivientes captando la retransmisión de las hazañas del equipo de fútbol italiano. El capitán Romagna-Manoja sólo reaccionó cuando el mensaje enviado por Biaggi, en parte incomprensible debido a las perturbaciones ionosféricas, fue recibido por un radioaficionado ruso llamado Nikolai Reingoldovitch Chmidt.
Durante la operación de rescate, el capitán Lundborg, quien esperaba poder evacuar a todos los supervivientes en unas pocos viajes con su pequeño avión biplaza, pudo aterrizar a duras penas cerca de la tienda roja de los supervivientes. Indicó que recogería primero a Nobile para coordinar la búsqueda, aunque este último insistía en evacuar los supervivientes más graves inicialmente y ya había establecido un orden de prioridad.
Desafortunadamente, Lundborg se acabó estrellando durante su regreso debido a las terribles condiciones meteorológicas.
Desgraciadamente, otros pilotos intentando rescatar la tripulación del Italia corrieron peor suerte. El hidroavión Latham 47.02, generosamente puesto al servicio de Amundsen por el gobierno francés, no era el avión más adecuado para la operación de rescate. Además de Roald Amundsen, desaparecerán cuatro oficiales y marineros de la Fuerza Aérea Naval : el capitán de corbeta René Guilbaud, el teniente Albert Cavelier de Cuverville, el suboficial radiotelegrafista Gilbert Brazy y el suboficial radiotelegrafista Émile Valette, además del teniente Leif Dietrichson, de la Marina noruega . Un pescador encontrará un flotador del dispositivo. Ahora está en las colecciones del museo del hidroavión en Biscarrosse. Sus nombres están inscritos en el Monumento a los Héroes de Latham 47 en Caudebec-en-Caux, Normandía.

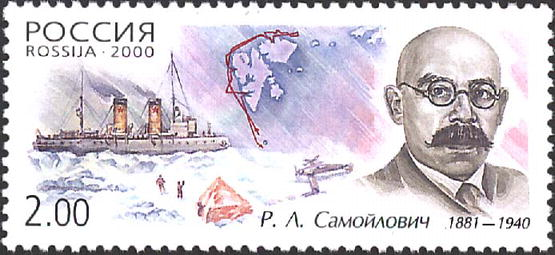
El rompehielos Krasin y el profesor Rudolf Lazarevich Samoilovitch

Los soviéticos, muy involucrados en la exploración del Ártico, demostraron ser los más obstinados y, en última instancia, los más efectivos en la operación de rescate. Afortunadamente, el rompehielos Krasin, cuyo capitán era Karl Pavlovitch Eggi , que llevó a cabo una misión oceanográfica bajo la dirección del profesor Rudolf Lazarevitch Samoilovitch logró llegar a los supervivientes a pesar de los importantes daños en uno de los dos ejes de su hélice. El aviador Boris Grigorievitch Tchukhnovski que pilotaba el avión de reconocimiento embarcado en el Krasin, corrió un gran riesgo para encontrar y finalmente salvar a Filippo Zappi y Adalberto Mariano. Mientras Finn Malmgren, habiendo muerto de agotamiento el 20 de junio de 1928, tras salir a pie para buscar ayuda, ante la falta de respuesta al S.O.S.
Cronología de las operaciones de rescate :
- 25 de mayo : El Italia se estrella contra el hielo. El operador de radio Biagi encuentra la radio, construye una antena y empieza a retransmitir una señal de SOS.
- 31 de mayo : los surpervivientes no pueden establecer ningún contacto radio a causa del mal tiempo y de la negligencia del rompe-hielos Città di Milano, que no estaba vigilando las comunicaciones. Malmgren, Mariano et Zappi empiezan a caminar por el hielo hacia tierra firme.
- 5 de junio : un piloto noruego hace el primer vuelo de búsqueda del Italia. En los días posteriores muchos pilotos de Noruega, Suecia, Finlandia y Rusia realizan vuelos de búsqueda y rescate.
- 6 de junio : el radioaficionado ruso Nikolai Reingoldovitch Chmidt (en ruso: Николай Рейнгольдович Шмидт) oye la señal de SOS en la frecuencia de onda de 500 kHz y alerta a las autoridades.
- 8 de junio : se produce al fin el contacto de radio entre los supervivientes y el Città di Milano. Las operaciones de búsqueda  continúan.
- 15/16 junio : Malmgren se desploma sobre el hielo al sufrir de hipotermia. Pide al resto de continuar son él. Su cuerpo nunca será encontrado.
- 18 junio : Roald Amundsen desaparece durante una operación de búsqueda en dirección del archipiélago de Svalbard. El capitán Gennaro Sora (it) de las tropas alpinas desafía órdenes directas y parte en búsqueda de los supervivientes en trineo con el danés Ludwig Nikolai Varming y el holandés Sief van Dongen.
- 20 junio : el piloto italiano Umberto Maddalena encuentra a los supervivientes y les tira víveres, de los cuales muchos se rompieron o fueron inutilizables.
- 22 junio : los pilotos italianos y suecos llevan más víveres, entregándolos con éxito.
- 23 junio : el piloto sueco Einar Lundborg fuerza a Nobile a partir, pero se estrella con su avión volviendo a buscar otros supervivientes y se queda aislado con ellos. Las operaciones de rescate se suspenden por la falta de aviones suficientemente ligeros para aterrizar sobre el hielo.
- 12 de julio : el rompe-hielos ruso Krasin salva tanto a los supervivientes restantes, como a Mariano, Zappi et el piloto ruso Tchoukhnovsky.
- 14 de julio : los pilotos de rescate Gennaro Sora et Sjef van Dongen son evacuados de la isla de Foynøya por aviones finlandeses y suecos.

## Homenajes

Monumento erigido en Telegrafbukta cerca de Tromsø en honor a las víctimas del accidente del dirigible Italia y los esfuerzos de los rescatistasMonumento erigido en Telegrafbukta cerca de Tromsø en honor a las víctimas del accidente del dirigible Italia y los esfuerzos de los rescatistas
Reverso de la medalla emitida por el Banco de Rusia en homenaje a la exploración del Ártico ruso por Umberto NobileReverso de la medalla emitida por el Banco de Rusia en homenaje a la exploración del Ártico ruso por Umberto Nobile
Monumento dedicado a los muertos de la expedición del dirigible Italia en 1928 cerca de Ny-ÅlesundMonumento dedicado a los muertos de la expedición del dirigible Italia en 1928 cerca de Ny-Ålesund

Traducción del texto escrito en la medalla “Exploración del Ártico Ruso. 1928. Expedición de Rescate Nobile”:

## En el cine
El drama del Italia inspiró una película estadounidense estrenada en 1929, The Lost Zeppelin, y más tarde, en 1969, se realizó un éxito de taquilla italo-soviético titulado The Red Tent ( La tienda roja en español, Красная палатка o Krasnaya Palatka en VO) que, a pesar de una cuidadosa producción y un éxito de crítica, tendrá una modesta proyección en los cines occidentales.

## Apéndices
- Multimedia en Commons.

Catégorie:Catégorie Commons avec lien local identique sur Wikidata

### Artículos relacionados
- desastre aéreo
- Zepelín